# Научное доказательство любви
«Научное доказательство любви» (яп. 理系が恋に落ちたので証明してみた。 Рикэй га кой ни отита но дэ сё:мэйситэмита., досл. «Яйцеголовые влюбились и попробовали это доказать») —  японская романтическая комедийная манга Альфреда Ямамото. С 2016 года издаётся в Сети на веб-сайте Comic Meteor издательства Flex Comix, также опубликована в девятнадцати танкобонах.

## Сюжет
Синъя Юкимура и Аямэ Химуро — пара учёных, которые хотят выяснить, может ли любовь быть описана с помощью научной теории. Они испытывают чувства друг к другу и хотят научиться выражать свои чувства с помощью аналогичных теоретических фактов. Эти двое решили рационально доказать, что любовь можно вызвать, развить и контролировать искусственно.

## Персонажи
Синъя Юкимура (яп. 雪村 心夜 Юкимура Синъя) — главный герой, учёный. Первый курс магистратуры лаборатории профессора Икэды. Рост 177 см. Ненавидит вещи, которые не имеют чёткого определения и не могут быть доказаны.
Сэйю: (аниме) Юма Утида
Актёр: (дорама и фильм) Сюн Нисимэ
Аямэ Химуро (яп. 氷室 菖蒲 Химуро Аямэ) — главная героиня, учёная. Первый курс магистратуры лаборатории профессора Икэды. Рост 170 см. История начинается с того, что она признаётся Юкимуре в любви.
Сэйю: (аниме) Сора Амамия
Актриса: (дорама и фильм) Нана Асакава
Котоноха Канадэ (яп. 奏 言葉 Канадэ Котоноха) — рассказчица повествования. Четвёртый курс бакалавриата. Рост 162 см. По её словам, причина прихода в науку — это результат любви к учителю математики в старших классах. Будучи менее помешанной на науке, зачастую недоумевает при виде любовных экспериментов коллег, однако активнее всех помогает главным героям с исследованием.
Сэйю: (аниме) Нацуко Хара
Актриса: (дорама и фильм) Юка Яно
Эна Ибарада (яп. 棘田 恵那 Ибарада Эна) — учёная. Второй курс магистратуры лаборатории профессора Икэды. Рост 142 см. Подруга детства Косукэ Инукая. Внешне похожа на Айку, благодаря чему имеет огромные возможности в поддразнивании Косукэ. В перерыве от игр помогает Химуро и Юкимуре с их любовным исследованием, подкидывает идеи для экспериментов.
Сэйю: (аниме) Нитика Омори
Актёр: (дорама и фильм) Карин Огино
Косукэ Инукай (яп. 犬飼 虎輔 Инукай Косукэ) — учёный-геймер. Четвёртый курс бакалавриата. Рост 179 см. Друг детства Ибарады. Влюблён в Айку, персонажа из цикла визуальных романов.
Сэйю: (аниме) Дзюн Фукусима
Актёр: (дорама и фильм) Тому Фудзита
Профессор Икэда (яп. 池田教授 Икэда кё:дзи) — профессор университета Сайтамы, а также научный руководитель Химуро и её коллег. Рост 185 см. Имеет атлетическое телосложение, развитое на фоне предположения, что здоровый мозг находится только в здоровом теле. Одобряет исследование Химуро и Юкимуры, поскольку считает научное обоснование любви занимательной темой.
Сэйю:  (аниме, дорама и фильм) Рётаро Окиаю
Рикэкума (яп. リケクマ, Научмедведь) — плюшевый медведь-учёный, объясняющий суть экспериментов. 
Сэйю: Момо Асакура

## Медиа

### Манга
Манга за авторством Альфреда Ямамото издаётся с 2016 года онлайн через веб-сайт Flex Comix от издательства Comic Meteor. На русском языке её издаёт АСТ в редакции «Реанимедии».
| №  | Оригинальное издание | Оригинальное издание   | Издание на русском | Издание на русском     |
| №  | Дата публикации      | ISBN                   | Дата публикации    | ISBN                   |
| -- | -------------------- | ---------------------- | ------------------ | ---------------------- |
| 01 | 10 ноября 2016 г.    | ISBN 978-4-5938-5846-0 | 5 сентября 2020 г. | ISBN 978-5-1713-2684-5 |
| 02 | 9 июня 2017 г.       | ISBN 978-4-5938-5861-3 | 16 ноября 2020 г.  | ISBN 978-5-1713-2685-2 |
| 03 | 26 ноября 2017 г.    | ISBN 978-4-5938-5873-6 | 23 декабря 2020 г. | ISBN 978-5-1713-2858-0 |
| 04 | 12 июля 2018 г.      | ISBN 978-4-8667-5018-7 | 25 января 2021 г.  | ISBN 978-5-1713-2859-7 |
| 05 | 12 января 2019 г.    | ISBN 978-4-8667-5043-9 | 24 февраля 2021 г. | ISBN 978-5-1713-2860-3 |
| 06 | 12 июля 2019 г.      | ISBN 978-4-8667-5068-2 | ноябрь 2021 г.     | ISBN 978-5-1713-7382-5 |
| 07 | 11 января 2020 г.    | ISBN 978-4-8667-5090-3 | январь 2022 г.     | ISBN 978-5-1713-9549-0 |
| 08 | 12 марта 2020 г.     | ISBN 978-4-8667-5096-5 | июнь 2022 г.       | ISBN 978-5-1714-8662-4 |
| 09 | 22 октября 2020 г.   | ISBN 978-4-8667-5122-1 | июль 2022 г.       | ISBN 978-5-1714-8663-1 |
| 10 | 12 июля 2021 г.      | ISBN 978-4-8667-5156-6 | август 2022 г.     | ISBN 978-5-1714-8664-8 |
| 11 | 12 января 2022 г.    | ISBN 978-4-8667-5188-7 | июнь 2023 г.       | ISBN 978-5-1715-4010-4 |
| 12 | 12 апреля 2022 г.    | ISBN 978-4-8667-5208-2 | октябрь 2023 г.    | ISBN 978-5-1715-6192-5 |
| 13 | 10 июня 2022 г.      | ISBN 978-4-8667-5222-8 | декабрь 2023 г.    | ISBN 978-5-1715-6194-9 |
| 14 | 10 февраля 2023 г.   | ISBN 978-4-8667-5269-3 |                    |                        |
| 15 | 12 июня 2023 г.      | ISBN 978-4-8667-5294-5 |                    |                        |
| 16 | 12 декабря 2023 г.   | ISBN 978-4-8667-5325-6 |                    |                        |
| 17 | 12 июля 2024 г.      | ISBN 978-4-8667-5363-8 |                    |                        |
| 18 | 12 февраля 2025 г.   | ISBN 978-4-8667-5409-3 |                    |                        |
| 19 | 8 августа 2025 г.    | ISBN 978-4-8667-5450-5 |                    |                        |

### Дорама
С 1 сентября по 22 сентября 2018 года состоялась адаптация дорамы в прямом эфире с 4 эпизодами для продвижения полнометражного фильма с живыми актёрами. Режиссер Масацугу Асахи.

### Фильм
Премьера экранизации манги с живыми актёрами состоялась 1 февраля 2019 года. Режиссеры фильма — Масацугу Асахи и Тосихиро Сато.

### Аниме
Аниме-сериал был анонсирован 8 января 2019 года. Сериал создан на студии Zero-G под руководством Тору Китахаты, по сценарию Ринтаро Икэды и Митико Ёкотэ, с дизайнером персонажей Юсукэ Исути. Над музыкальным сопровождением работали несколько композиторов: Хисакуни, Сёитиро Хирата, Каору Эцука, Сюхэй Такахаси, Такума Соги и Юко Такахаси. Премьера состоялась 10 января 2020 года на Tokyo MX, BS11, RNC, GTV, GYT, MBS и Chiba TV. Лицензией по всему миру занимается Amazon, она же провела трансляции на сервисе Prime Video. Все 12 эпизодов сериала планировалось выпустить 10 января 2019 года. На русском языке сериал транслируется сервисом Crunchyroll.

## Популярность
В 2017 году манга была номинирована на премию Next Manga Award в категории «Лучшая веб-манга» и заняла по итогам голосования шестое место в шорт-листе номинантов.
На 2019 год тираж манги составил более 600 000 проданных копий.

## Примечание
1. ↑  コミックス情報 (яп.). Архивировано 24 марта 2021 года.
2. 1 2 3 4 5 6 7 8  Pineda, Rafael Antonio. Rikei ga Koi ni Ochita no de Shōmei Shite Mita TV Anime Reveals Cast, Staff, 2020 Premiere. Anime News Network (9 июля 2019). Дата обращения: 9 июля 2019. Архивировано 9 декабря 2019 года.
3. 1 2 3 4 5 6  ドラマ「リケ恋」浅川梨奈＆西銘駿が恋に不器用な理系男女役に、9月より放送. Natalie (яп.). 11 июля 2018. Архивировано 28 октября 2019. Дата обращения: 27 октября 2019.
4. ↑  Манга. Научное доказательство любви - серия книг издательства АСТ. Дата обращения: 29 мая 2021. Архивировано 2 июня 2021 года.
5. 1 2  Rikei ga Koi ni Ochita no de Shōmei Shite Mita Manga Gets TV Anime. Anime News Network (8 января 2019). Дата обращения: 10 января 2019. Архивировано 11 декабря 2019 года.
6. ↑  Rikei ga Koi ni Ochita no de Shōmei Shite Mita TV Anime's Video Reveals January Premiere. Anime News Network (15 октября 2019). Дата обращения: 15 октября 2019. Архивировано 17 декабря 2019 года.
7. ↑  Sora Amamiya Sings Rikei ga Koi ni Ochita no de Shōmei Shite Mita Anime's Opening Theme. Anime News Network (13 ноября 2019). Дата обращения: 13 ноября 2019. Архивировано 18 января 2020 года.
8. ↑  Rikei ga Koi ni Ochita no de Shōmei Shite Mita Anime's Video Reveals January 10 Debut of All 12 Episodes. Anime News Network (19 ноября 2019). Дата обращения: 19 ноября 2019. Архивировано 23 декабря 2019 года.
9. ↑  Science Fell in Love, So I Tried to Prove it - Смотри на Crunchyroll. Crunchyroll. Дата обращения: 10 июля 2020. Архивировано 2 июля 2020 года.
10. ↑  「次にくるマンガ大賞」発表会、上位入賞者による記念イラストも公開 (яп.). Natalie (23 августа 2017). Дата обращения: 18 февраля 2024. Архивировано 31 декабря 2017 года.